# Josep Aixalà i Casellas
Josep Aixalà i Casellas (el Vendrell, 1863 - l'Havana, 1944) notable publicista i escriptor-cronista de fets vilatans vendrellencs.
Era fill de Josep Aixalà i Ramon, un boter natural dels Omellons, i de la vendrellenca Teresa Casellas i Soler. De jovenet s'embarcà cap a l'illa de Cuba, on arribà a posseir una sòlida posició social. Va presidir la Societat de Beneficència de Naturals de Catalunya entre 1912 i 1913. Al Diario de la Marina, i sota l'epígraf Divagaciones de un español, escrivia articles que relacionaven fets internacionals amb coses vendrellenques que recordava. També va publicar articles al setmanari El Baix Penedès, els quals van ser recollits en diversos llibres: Pensant amb la Vila (1929), La Font de la Menya (1930), Hores Vagaroses (1932, reeditat el 1983), L'aigua de Santa Tecla (1933) i Del Vendrell a l'Havana (que no s'arribà a publicar degut als successos del 1936, i que finalment s'edità el 2016 sota el títol Entre el Vendrell i l'Havana). A l'Havana va publicar en català: La propietat d'una obra artística (1913) i Parlament del Centenari de la S.B. de Naturals de Catalunya (1940); i en castellà: Cromos de antaño (1937), Siluetas femeninas (1942) i Luces de otoño (1943).

## Obra
- La propietat d'una obra artística, 1913
- Hores vagaroses: recull d'escrits, 1928[5]
- Pensant amb la Vila: records, anècdotes i quadrets, 1929
- La Font de la Menya: records de 1807..., 1930[6]
- L'aiguat de Santa Tecla: records de noi, 1933[7]
- Cromos de antaño, 1937[8]
- Parlament del Centenari de la S.B. de Naturals de Catalunya, 1940
- Siluetas femeninas, 1942[9]
- Luces de otoño, 1943[10]
- Entre el Vendrell i l'Havana, 2016[2]